# 찰리 브릭스
찰리 브릭스(Charlie Briggs, 1932년 11월 13일 ~ 1985년 2월 6일)는 미국의 배우, 텔레비전 배우이다.
헨더슨에서 태어났으며 로즈웰에서 사망하였다.

## 영화
- 노마 레이 (1979년)
- 버닝 크로스 (1974년)
- 돌파구 (1973년)
- 매혹당한 사람들 (1971년)
- 트레벌링 엑시큐셔너 (1970년)
- 살인을 위한 시간 (1967년)
- 캡틴 뉴먼, M.D. (1963년)
- 메릴의 약탈자들 (1962년)
- 건망증 선생님 (1961년)
- 보난자 (1959년)
- 딜론 보안관 (1955년)
- 샤이안 (1955년)
- 디즈니랜드 (1954년) - 폴거 셀비 역